# Liste der Biografien/Engi
Liste der Biografien |
Portal Biografien |
Personensuche
# |
A |
B |
C |
D |
E |
F |
G |
H |
I |
J |
K |
L |
M |
N |
O |
P |
Q |
R |
S |
T |
U |
V |
W |
X |
Y |
Z |
?
 
Ea |
Eb |
Ec |
Ed |
Ee |
Ef |
Eg |
Eh |
Ei |
Ej |
Ek |
El |
Em |
En |
Eo |
Ep |
Eq |
Er |
Es |
Et |
Eu |
Ev |
Ew |
Ex |
Ey |
Ez
 
Ena |
Enb |
Enc |
End |
Ene |
Enf |
Eng |
Enh |
Eni |
Enj |
Enk |
Enl |
Enm |
Enn |
Eno |
Enq |
Enr |
Ens |
Ent |
Enu |
Env |
Enw |
Enx |
Eny |
Enz
 
Enga |
Engb |
Engd |
Enge |
Engf |
Engg |
Engh |
Engi |
Engj |
Engl |
Engm |
Engn |
Engo |
Engq |
Engr |
Engs |
Engu |
Engv |
Engw
Die Liste der Biografien führt alle Personen auf, die in der deutschsprachigen Wikipedia einen Artikel haben. Dieses ist eine Teilliste mit 24 Einträgen von Personen, deren Namen mit den Buchstaben „Engi“ beginnt.

## Engi
- Engi, Gadient (1881–1945), Schweizer Chemiker

### Engil
- Engilbert, Mönch
- Engilbert II. von St. Gallen († 934), Abt des Klosters St. Gallen
- Engilbert von St. Gallen, Abt des Benediktinerklosters St. Gallen

### Engin
- Engin, Ahmet (* 1996), deutscher Fußballspieler
- Engin, Atilla (1946–2019), türkischer Schlagzeuger, Perkussionist, Bandleader und Komponist, Fusioninterpret, Dozent
- Engin, Aydın (1941–2022), türkischer Theaterautor, -regisseur, Journalist und Kolumnist
- Engin, Dilek (* 1981), deutsche Politikerin (SPD), MdL NRW
- Engin, Ekrem (* 1990), deutsch-türkischer Fußballspieler
- Engin, Havva (* 1968), deutsche Sprach- und Erziehungswissenschaftlerin, Expertin für Migration und Bildungspolitik
- Engin, Hülya (1956–2024), deutsche literarische Übersetzerin aus dem Türkischen
- Engin, Kenan (* 1974), kurdischstämmiger Politikwissenschaftler und Schriftsteller
- Engin, Osman (* 1960), deutscher Satiriker und Schriftsteller
- Engin, Ufukcan (* 1999), türkischer Fußballspieler
- Engin-Deniz, Helga (* 1941), österreichische Schriftstellerin
- Engineer, Aryana (* 2001), kanadische Kinderschauspielerin
- Engineer, Asghar Ali (1939–2013), indischer islamischer Theologe und Gelehrter

### Engis
- Engisch, Hilary (* 1957), US-amerikanische Freestyle-Skisportlerin
- Engisch, Johann Georg (1668–1742), deutscher Maler des Barock
- Engisch, Karl (1899–1990), deutscher Rechtswissenschaftler
- Engisch, Matthias (* 1969), deutscher American-Football-Spieler
- Engist, Daniela (* 1971), deutsche Schriftstellerin

### Engiz
- Engizek, Ekrem (* 1988), deutscher Regisseur, Produzent und DrehbuchautorEkrem Engizek (* 1988)

Ekrem Engizek (* 1988)

- Engizek, Kerim (* 1991), türkischer Mixed-Martial-Arts-Kämpfer